# Hruschowe
Hruschowe (ukrainisch Грушове; russisch Грушёвое/Gruschjowoje) ist eine Siedlung städtischen Typs im Süden der ukrainischen Oblast Luhansk mit etwa 250 Einwohnern.
Der Ort gehört administrativ zur Stadtgemeinde der 15 Kilometer südöstlich liegenden Stadt Krasnyj Lutsch und gehört hier zur Siedlungsratsgemeinde von Sofijiwskyj (7 Kilometer südöstlich gelegen), die Oblasthauptstadt Luhansk befindet sich 50 Kilometer nordöstlich des Ortes, westlich des Ortes verläuft der Fluss Miussyk (Міусик).
Hruschowe wurde 1914 als Bergarbeitersiedlung mit dem Namen Schachty Nr. 152 (шахти № 152) gegründet, bekam 1958 seinen heutigen Namen und erhielt 1969 den Status einer Siedlung städtischen Typs. Seit Sommer 2014 ist der Ort im Verlauf des Ukrainekrieges durch Separatisten der Volksrepublik Lugansk besetzt.